# Вера Мухина
Вера Игњатијевна Мухина (Рига 1. јул 1889. — Москва 6. октобар 1953) била је руска и совјетска вајарка. Била је члан Академије умјетности СССР.

## Биографија
Мухина је рођена у Риги (сада Летонија) у породици трговаца. Као дјевојка преселила је у Феодосију (сада Крим). Ту је научила прве лекције о сликарству и кипарству. Након завршетка средње школе, преселила се у Москву. Од 1912. до 1914. живјела је у Паризу. Потом је отпутовала у Италију и сусрела се са скулптурама и сликама италијанске ренесансе. Године 1918. се удала за војног доктора.
У Феодосији на Криму постоји Музеј Вере Мухине.

## Галерија
- Ритерски костим 
(из 1916)